# Max Ditmar Henkel

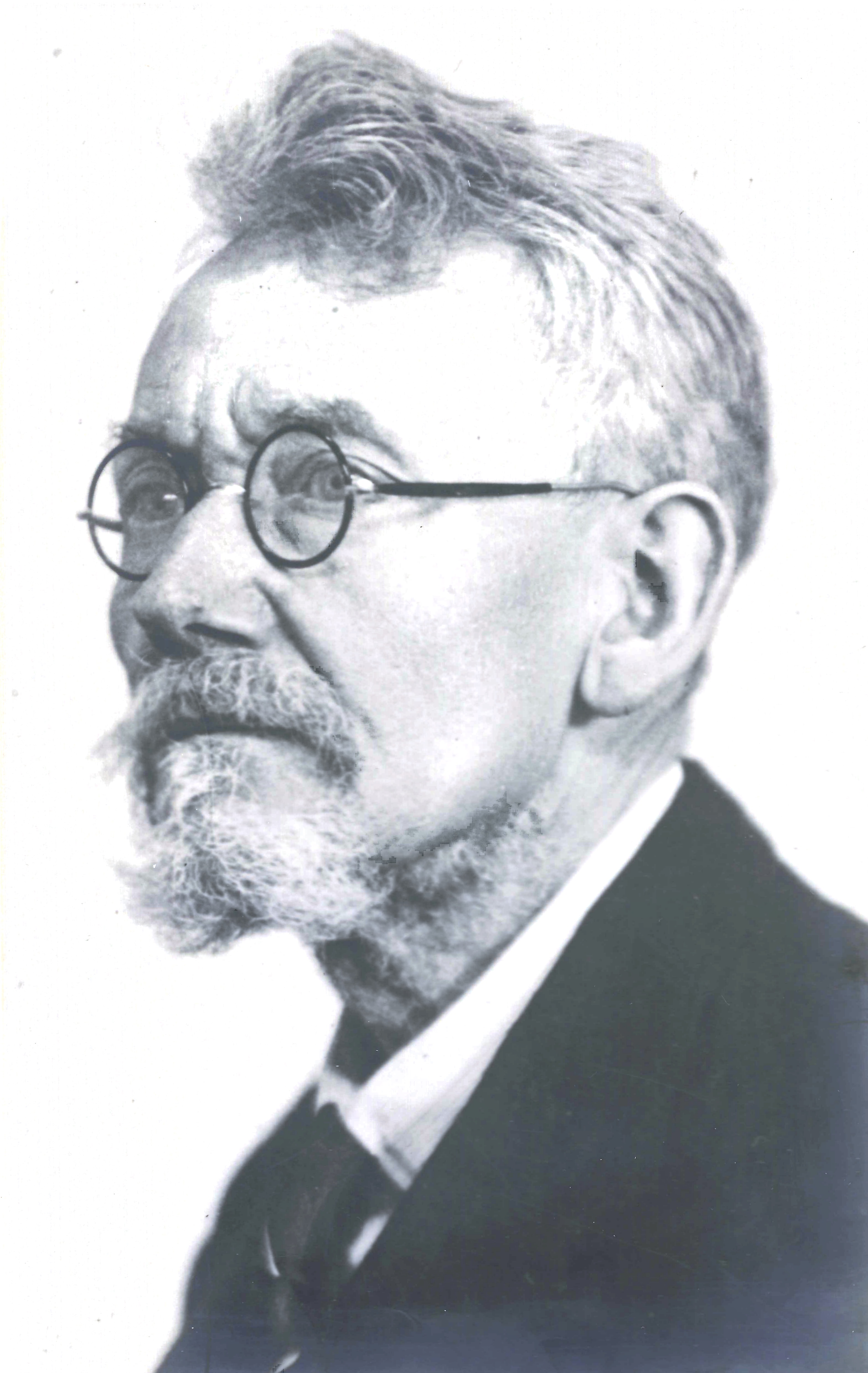
Porträtfoto Max Dittmar Henkel

Max Ditmar Henkel (geboren am 31. März 1879 in Kassel; gestorben am 31. Mai 1944 in Amsterdam) war ein deutsch-niederländischer Kunsthistoriker und kommissarischer Direktor des Rijksmuseums Amsterdam.

## Leben
Henkel studierte zunächst Vermessungsingenieurwesen und anschließend Philologie und Kunstgeschichte in Berlin, Amsterdam und Bonn. Nach Abschluss als Kunsthistoriker und des Bachelorstudiums der Philosophie in Bonn ging er 1905 in die Niederlande. Seit 1908 war er Assistent am Rijksprentenkabinett in Amsterdam, wo er 1920 Konservator und 1934 Kurator wurde. Ende der 1920er Jahre legte er in einem Vortrag in der Warburg-Bibliothek dar welche Rolle die Illustrationen Johann Wilhelm Baurs zu Ovids Metamorphosen in der Geschichte der Darstellung dieses antiken Themas spielten.
1917 kam es zu einer Auseinandersetzung mit dem Bibliothekar Combertus Pieter Burger (1858–1936), der ihm als deutschstämmigen Einwanderer vorwarf, den Angriff auf die Stadt und die Zerstörung der Universitätsbibliothek Löwen zu beschönigen. Um dieses Missverständnis auszuräumen, verfasste er eine Gegendarstellung in Het Boek.
Von 1941 bis 1944 war er, nach dem Tod von Frederik Schmidt-Degener (1881–1941) kommissarischer Direktor des Rijksmuseums. Er war ein anerkannter Spezialist für Zeichnungen und Druckgrafiken. Er war zudem Konservator des Kupferstichkabinetts und Bibliothekar der Archäologischen Gesellschaft des Rijksmuseums. Er war zudem Mitarbeiter des Allgemeinen Lexikons der bildenden Künstler von der Antike bis zur Gegenwart und verfasste in den Jahren 1924 bis 1939 zahlreiche biografische Beiträge zu niederländischen Künstlern, unter anderem zu Romeyn de Hooghe, Gerard de Lairesse, Caspar (1672–1708) und Jan Luyken oder dem Kupferstecher und Verleger Johannes de Ram (1647/48–1696).

## Schriften (Auswahl)
- Moderne Holländische Kunst. Anlässlich der St. Lucas-Ausstellung in Amsterdam. In: Zeitschrift für bildende Kunst. 22, 1911, S. 265–272.
- Amsterdamer Brief. In: Zeitschrift für Bücherfreunde Band=Neue Folge, Serie 2, Band 3. Teil 2 (1911–12). 1912, S. 231–233, 267–269, 310–312, 391–393 (Textarchiv – Internet Archive).
- Veränderungen und Neuerwerbungen der Haager Museen. In: Kunstchronik. 26. Jahrgang, Nr. 12, 18. Dezember 1915, Sp. 153–162, doi:10.11588/DIGLIT.6190 (uni-heidelberg.de).
- Holzschnitte, Metallschnitte, Kupferstiche in holländischen Sammlungen … (= Einblattdrucke des 15. Jahrhunderts. Band 49). Heitz, Straßburg 1918.
- Goethe en de Nederlandsche kunst. In: Groot Nederland. 20. Jahrgang, 1922, S. 300–337 (niederländisch, dbnl.org).
- De Houtsneden van Mansion’s Ovide moralisé, Bruges 1484. Van Kampen, Amsterdam 1922 (niederländisch, archive.org).
- Die Sammlung A. Bonger in Amsterdam. In: Der Cicerone. Halbmonatsschrift für die Interessen des Kunstforschers & Sammlers. 22. Jahrgang, Heft 23/24, 1930, S. 597–605 (digi.ub.uni-heidelberg.de).
- Le Dessin hollandais des origines au XV Ile siécle. Paris 1931 (französisch).
- The Denial of St. Peter, by Rembrandt. In: The Burlington Magazine for Connoisseurs. Band 64, Nr. 373, April 1934, ISSN 0951-0788, S. 153–155, 158–159, JSTOR:865663.
- Catalogus van de Nederlandsche Teekeningen in het Rijksmuseum te Amsterdam. Band I: Teekeningen van Rembrandt en zijn School. Den Haag 1942.